# Mortacci tua
Mortacci tua o li mortacci tua o 'tacci tua letteralmente significa "i tuoi (della tua famiglia) spregevoli defunti". È una tipica espressione romanesca, ed una parolaccia della categoria specifica degli insulti generici. Di uso comune a Roma, ma ormai conosciuta anche in altre regioni italiane ad opera soprattutto del cinema, rievoca in forma spregiativa i defunti dell'insultato con lo scopo di offenderlo nella sua rispettabilità accusandolo di discendere da parenti riprovevoli nel loro comportamento o di deriderlo, anche solo scherzosamente. Si può riferire a persone e a cose.
In realtà l'espressione è la sintesi di un percorso logico che partendo dalla disapprovazione/ostilità per uno o più soggetti arriva a maledire chi li ha messi al mondo in una catena genealogica che arriva fino ai primi progenitori. Infatti l'espressione completa originaria e più antica è "Mannaggia li mortacci tua" oppure "Mannaggia l'anima de li mortacci tua".
Viene utilizzata anche come espressione di stupore o meraviglia. Al plurale si usa li mortacci vostra.
Si ritrova anche la forma usata in passato "li mortacci tui".

## Forme derivate
"Mortacci tua" è una forma abbreviata dell'espressione "Li mortacci tua" come "Tacci tua" e "'Cci tua", mentre "Alimortè" è una semplice esclamazione derivata dalla parolaccia principale: come se si dicesse "caspita", "accidenti" dove "li mortacci" non ci hanno più niente a che fare.
Un'altra forma derivata dalla principale è "Li mortanguerieri" con lo stesso valore spregiativo ma dove oggetto dell'insulto non sono i prossimi defunti ma i lontani progenitori che si suppone essere stati antichi guerrieri. In caso contrario, l'allocuzione "li mortacci stracci" sta ad identicare avi la cui professione era lo stracciarolo.
Quando invece si vuole limitare l'insulto nel tempo passato, ma non fino ad arrivare a lontani antenati, si usa la forma "'tacci tua e de tu' nonno". In particolare la locuzione "e de tu' nonno" viene usata per controbattere da chi ha ricevuto l'insulto e riversarlo su chi l'ha proferito. (Dice uno: «Li mortacci tua!» e l'altro replica: «...e de tu' nonno!»)
Un'ulteriore forma estesa dell'ingiuria precedente è "li mortacci tua e de tu' nonno in cariola"."li mortacci tua e de tu nonno 'n cariola co le zampe de fora" che deriva dalla necessità che si verificava in occasioni di epidemie di aggiungere nell'ala sistina dell'Arcispedale di Santo Spirito in Saxia altri letti al centro della corsia chiamate "cariole". La parolaccia quindi è rivolta all'avo morto in soprannumero. Ancora, nell'uso vernacolare trasteverino fu presente, sino agli anni cinquanta, "... e de tu' nonno in cariola intint'ar piscio", e cioè "intinto nella sua urina", a rimarcare ancor più severamente la vecchiaia degli antenati evocati, addirittura incontinenti.
L'espressione può essere enfatizzata, divenendo L'anima de li mortacci tua, L'anima de li mejo mortacci tua.
Nell'uso diffuso l'espressione sta prendendo anche un significato meno incisivo, col significato di mannaggia a te.
Va infine segnalata un'espressione del romanesco minore, delle periferie, certamente in uso nelle periferie dal II dopoguerra, intesa a sgombrare il campo d'uso dell'invettiva e dell'espressione esclamativa da ogni e qualsiasi offesa nei confronti sia degli antenati del locutore, sia degli antenati dell'interlocutore: "mortacci de Pippo". In tal caso Pippo è indicazione di un "terzo" astratto e generalizzato. L'insulto, insomma, è rivolto a terzi non identificati né identificabili, non suscettivi di reagire (altrimenti manescamente) all'offesa. Sul perché l'altro generico o generalizzato sia denominato "Pippo" vi sono possibili, ma non verificabili, interpretazioni.
Forma estesa dell'ingiuria precedente è "Li mortacci [sui e] de Pippo affumicato".

## La "metafisica" de "li mortacci tua"
Questa "classica" parolaccia romana assume contrastanti significati a seconda del tono, delle sembianze facciali e delle posture corporali che ne accompagnano l'espressione: può infatti significare, se accompagnata da un viso che manifesta meraviglia, sentimenti positivi di ammirazione, sorpresa e compiacimento per un evento fortunato o straordinario («Li mortacci tua, ma quanto hai vinto?»); oppure, con un viso ilare, gioia ed affetto per un incontro inaspettato e gradito («Li mortacci tua, ma 'ndo se' stato finora?»); oppure ancora comunicare sentimenti sia negativi che neutri: con un viso dall'aspetto contrariato o sconsolato, con un tono della voce alterato o sommesso, può rivelare, nello stesso tempo, rabbia o desolazione («Li mortacci tua, ma ch'hai fatto?»).
La consistenza "materiale" della parolaccia, il contenuto stesso infamante sparisce, diviene "metafisico", di fronte agli stati d'animo con cui viene pronunciata, e solo questi sono veramente reali.
In tutti questi casi la parolaccia diviene ininfluente, non è offensiva ma è come un rafforzativo, l'equivalente di un punto esclamativo, alle parole che seguono all'invettiva: tant'è vero che può essere rivolta anche a sé stessi («Li mortacci mia, quant'ho magnato!»).
La stessa parolaccia può significare stati d'animo del tutto negativi, come rancore, odio o dolore, se accompagnata da un aspetto del viso adeguato ma in tutti i casi citati, la parolaccia non è rivolta tanto ad offendere gli antenati defunti del soggetto a cui è indirizzata - offesa di cui forse questi potrebbe anche non risentirsi - quanto usata come locuzione generica rivolta alla persona stessa: nel senso che può essere indirizzata anche verso chi, magari per la giovane età, non ha defunti prossimi di cui onorare la memoria.

## La parolaccia nei sonetti del Belli
Un illustre precedente della parolaccia non poteva non trovarsi nel cantore della romanità plebea Giuseppe Gioachino Belli.
Un rancore frustrato e rassegnato esprime, ad esempio, l'espressione nel sonetto Li cancelletti, nel quale un popolano maledice bonariamente il Papa Re Leone XII, reo di aver proibito il consumo di alcolici all'interno dei locali:
pôzzi avé bbene li mortacci sui

e cquella santa freggna de su’ madre?»
possano averne bene li mortacci sui,

e quella santa fregna di sua madre?»
(Giuseppe Gioacchino Belli, sonetto n. 155, Li cancelletti, datato 2 ottobre 1831)
L'espressione può indicare anche diffidenza, ostilità, livore, risentimento come nel caso del sonetto n. 792, Er vecchio, in cui un frequentatore di teatro rivolge l'insulto alle forze dell'ordine, in questo caso ai Carabinieri, rei di voler cacciare i disturbatori dal teatro:
sce vorríano a l’usanza de l’ebbrea

ricuscicce la bbocca all’aco d’oro.»
ci vorrebbero, secondo l'usanza delle donne ebree,

ricucire la bocca all’ago d’oro.»
(Giuseppe Gioacchino Belli, sonetto n. 792, Er vecchio, datato 20 gennaio 1833)
Impazienza e fastidio esprime la stessa espressione nel sonetto 251, Er falegname cor regazzo, in cui un vecchio falegname redarguisce duramente un garzone che non riesce a seguire le sue istruzioni:
cosa te freghi, pe l’amor de Ddio!

Nu lo vedi che ddritto nun ce vai,

mannaggia li mortacci de tu’ zio?»
cosa seghi, per l’amor di Dio!

Non lo vedi che dritto non ci riesci ad andare,

mannaggia a li mortacci di tuo zio?»
(Giuseppe Gioacchino Belli, sonetto n. 251, Er falegname cor regazzo, datato 21 dicembre 1831)
Dispetto, irritazione, stizza esprime nel sonetto n. 2052, L'incontro der ladro, in cui la voce narrante racconta l'incontro con un ladro, piccolo e basso, che però riesce a scappare:
"Che vvòi, mannaggia li mortacci sui!,

me se messe a scappà pp’er vicoletto".»
"Che ci vuoi fare, mannaggia li mortacci sui!,

mi è scappato via per il vicoletto".»
(Giuseppe Gioacchino Belli, sonetto n. 2052, L’incontro der ladro, datato 9 dicembre 1844)

## Varianti linguistiche

### Varianti regionali italiane
L'espressione è diffusa anche in altre regioni:
- In Puglia l'espressione analoga è: li murte tuue o "chi t'è mmurte" (molto simile al Campano), in Salento è li muèrti toi/li morti toi[16] (con la possibile accezione "li muèrti de mammata/sirda/fraita/sorda" -madre/padre/fratello/sorella- o la variante "chi t'ha 'mmuertu" -anche questo con plurime variazioni a seconda della zona, con rafforzamenti quali "chi t'ha stramuertu", "li muerti toi squagghiati" o apparenti paradossi quali "chi t'ha 'vvivu", ove i "bersagli" della vittima sono i parenti ancora in vita). La frase in base al contesto e a ciò che vuole esprimere può variare e al posto di tuue si aggiunge d'mamt (in italiano: di tua madre), d'attand (di tuo padre), d'i studc (degli stupidi).
- In Basilicata la più semplice tra le espressioni analoghe è "chi t'è murt". Così come nel resto d'Italia, anche nei dialetti lucani esistono molte varianti: il rafforzamento più diffuso è "chi t'è stramurt"; è comune variare l'oggetto con, ad esempio, "i murt de mamt/attant/sort/fratt/mglert/marett/ziant/cugnt/feglt" ("i morti di tua/o madre/padre/sorella/fratello/moglie/marito/zio o zia/cugino o cugina/figlio o figlia") o con "i murt de chi t'è murt" ("i morti dei tuoi morti", per riferirsi a morti eventualmente sconosciuti all'interlocutore, ma cari ai suoi morti). In talune zone, il verbo essere è sostituito dal verbo avere ("chi t'ha murt", "chi t'ha stramurt", "i murt de chi t'ha murt"). Si menziona infine, in una sola variante, la forma più rara e scherzosa "chi t'è stramelamurt" (i migliori tra i tuoi morti).
- In Campania: chi t'è mmuort con la variante rafforzativa chi t'è stramuort. Variante bonarie e non offensiva sono chi t'è vvivo (chi ti è vivo) e chi t'è viecch (chi ti è vecchio). La chiamata dei morti è detta murtiata.
- In Calabria: chi t'è mmuartu o anche chi t'è stramuartu, “i miglij morta toj”.
- In Veneto: va a remengo ti e i to' morti, che abbreviato diventa ti e i to' morti, con varianti di pronuncia locali di pura origine fonetica come ti ta morti

### Varianti internazionali
- Me cago en tus muertos oppure semplicemente tus muertos sarebbero i corrispondenti in spagnolo.[17]
- Futu-ți morții mă-tii! o la versione abbreviata Morții mă-tii! (letteralmente «Vorrei fottere li mortacci di tua madre») è il corrispondente in romeno.[18]

## Musica
- L'espressione è citata nella canzone Serenata di Pierangelo Bertoli ("Frammenti", 1983)
- L'espressione è citata nella canzone Testardo di Daniele Silvestri ("Occhi da Orientale", 2000)
- Gli Elio e le Storie Tese hanno scritto la canzone Li immortacci (in Eat the Phikis), descrizione in dialetto di "cantanti feretri", cioè musicisti immortali come Jimi Hendrix (er Chitara/Er Voodoochildaro), Freddie Mercury (er Mafrodito), Bob Marley (er Rastamanno) e Elvis Presley (er Pelvicaro).
- In Avventura con un travestito di Franco Califano[19]
- L’espressione è citata nella canzone Mortacci tua di Myss Keta